# Санга (монастырь)
Санга (кит. упр. 桑阿寺, пиньинь Sāngā Sì, палл. Санъа Сы) — небольшой тибетский буддийский монастырь, расположенный в уезде Дагдзе Лхасы, в Тибетском автономном районе Китая.
Монастырь Санга расположен в центре старого города Дагадзе. Территория монастыря составляет 15,27 акров (61 800 м²), из них здания — 2 343,8 м². Реку Лхаса можно увидеть с задней части монастыря. По диагонали от монастыря, на склоне холма находятся руины форта. Это руины Дагдзе Дзонг или Дечен Дзонг. Дзонг можно перевести как «форт».
Монастырь был построен Цонкапой в 1419 году. Он является частью школы гелуг, и находится в подчинении монастыря Ганден. Раньше в монастыре проживало порядка 100 монахов. После Культурной революции храм потерял множество артефактов, а его здания были разрушены. В ноябре 1986 года монастырь был вновь открыт после восстановления. В 2012 году в нём проживало более тридцати монахов. В этом же году впервые здесь была построена баня. На территории монастыря также имеется теплица.

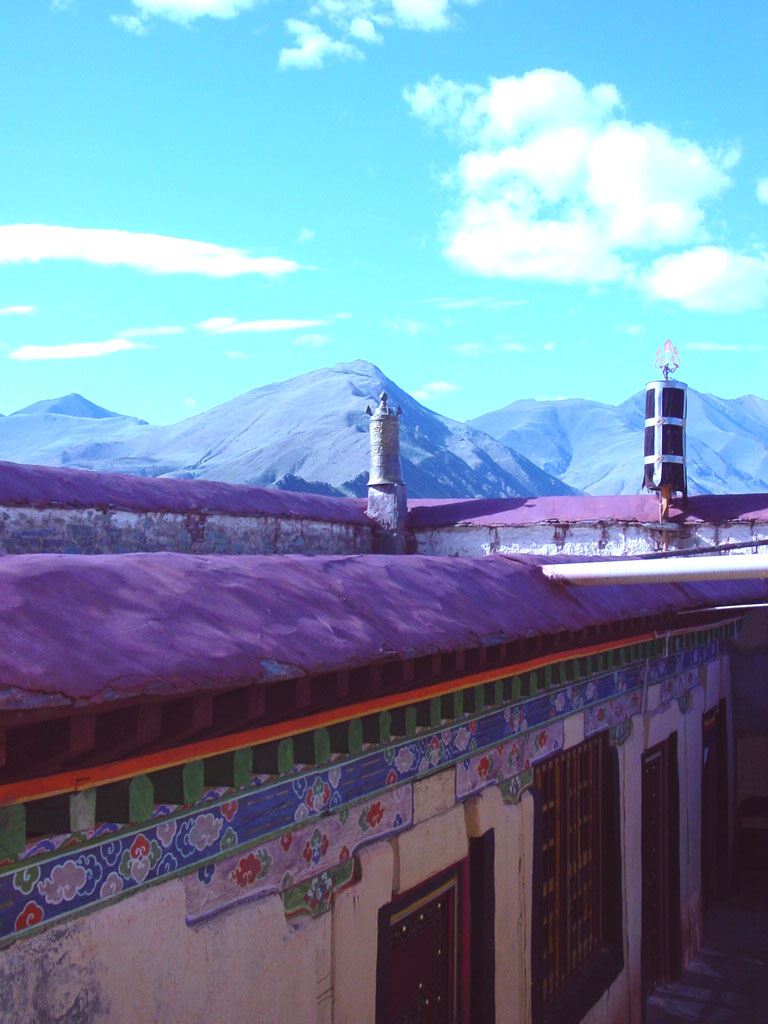
Крыша монастыря Санга
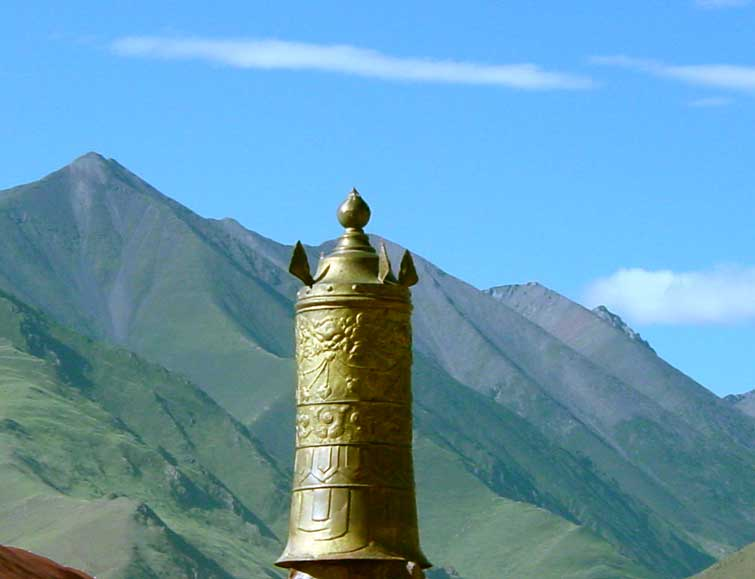
Дхвайа на крыше монастыря
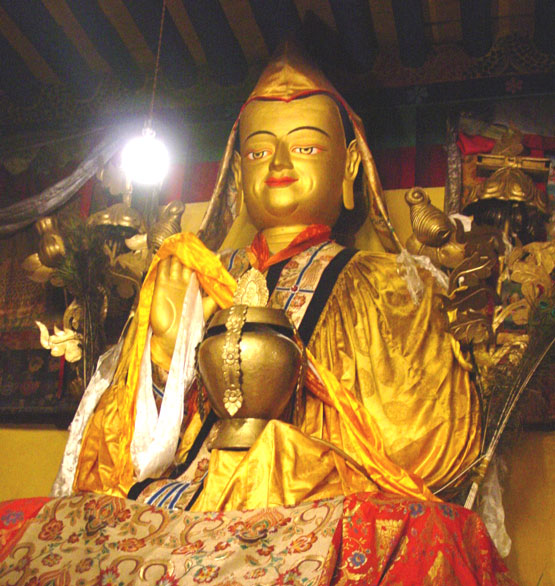
Статуя Далай-ламы V